# Diocesi di Megara
La diocesi di Megara (in latino Dioecesis Megarensis) è una sede soppressa e sede titolare della Chiesa cattolica.

## Storia
Megara è un'antica sede vescovile della Grecia, assente nelle più antiche Notitiae Episcopatuum. Michel Le Quien attribuisce a questa diocesi quattro vescovi: Alipio, presente al concilio di Sardica; Nicia, che fu tra i padri del concilio di Calcedonia nel 451; Agatodoro, che sottoscrisse nel 458 la lettera dei vescovi della Grecia all'imperatore Leone I dopo la morte di Proterio di Alessandria; e Dionisio, che intervenne al secondo concilio di Costantinopoli nel 553.
Quando furono istituite le diocesi di rito latino in Grecia, a seguito della quarta crociata, papa Innocenzo III confermò al primo arcivescovo latino di Atene, Berardo, le diocesi che erano state della provincia ecclesiastica di rito bizantino (1208); tra queste anche la diocesi di Megara. Tuttavia non sono noti vescovi latini residenziali per questa sede, che venne unita l'11 marzo 1222 con l'arcidiocesi di Atene, di cui era suffraganea.
Dal XIV secolo Megara è annoverata tra le sedi vescovili titolari della Chiesa cattolica; la sede è vacante dal 18 marzo 1969.

## Cronotassi

### Vescovi greci
- Alipio † (menzionato nel 344)
- Nicia † (menzionato nel 451)
- Agatodoro † (menzionato nel 458)
- Dionisio † (menzionato nel 553)

### Vescovi titolari
- Gratia Deus † (menzionato nel 1303)
- Conone † (prima del 1326 - dopo il 1342)[3]
- Alberto † (? deceduto)[3]
- Henrich von Volkach, O.Carm. † (20 giugno 1351 - ?)
- Franceschino, O.P. o Francesco † (prima del 1357 - dopo il 1373)[3]
- Juan Boyl † (prima del 1380 - dopo il 1382)[3]
- Faustino de Ricchetti † (4 marzo 1392 - ?)
- Giovanni † (? - circa 1400 deceduto)
- Nicola di Pilsna, O.P. † (10 dicembre 1400 - ?)
- Lorenzo Alfonso, O.E.S.A. † (9 luglio 1410 - ? deceduto)
- Andrés Diego de Escobar, O.S.B. † (5 maggio 1428 - 1450 deceduto)
- Yves le Manguin, O.P. † (11 luglio 1455 - ?)
- Louis Seguin † (1463 - ?)
- Antonio Emerici † (31 maggio 1480 - ?)
- Andrea di Pest † (2 maggio 1492 - ?)
- Pietro di Auricella † (13 novembre 1500 - ?)
- Jean Nemet † (15 febbraio 1503 - ?)
- Martino de Vasconcellis † (26 agosto 1506 - ?)
- Thomas Vivian, O.E.S.A. † (4 maggio 1517 - ?)
- Francesco Wyzius, O.S.B. † (17 maggio 1521 - ?)
- Jean Renaud † (16 marzo 1524 - ? deceduto)
- Guy de Montemiral, O.S.B. † (27 aprile 1526 - ? dimesso)
- Charles Boucher, O.S.B. † (4 agosto 1539 - ?)
- Urbano Vigerio † (19 settembre 1555 - 1560 succeduto vescovo di Senigallia)
- Giulio Stauriano, O.P. † (24 ottobre 1561 - 19 marzo 1571 nominato vescovo di Bova)
- Raffaele di Bologna † (17 febbraio 1617 - febbraio 1628 succeduto vescovo di Digne)
- Jean de Sponde † (20 febbraio 1634 - 25 febbraio 1641 succeduto vescovo di Pamiers)
- Franz Johann von Vogt von Altensumerau und Prasberg † (16 dicembre 1641 - 28 maggio 1646 confermato vescovo di Costanza)
- Johann Gobar † (26 agosto 1652 - febbraio 1665 deceduto)
- Alexandre de Campo † (3 luglio 1666 - 16 luglio 1685 deceduto)
- Wilhelm von Vintler von Runkelstein † (22 dicembre 1681 - 9 marzo 1697 deceduto)
- Vincenzo Magnati † (17 marzo 1727 - 26 agosto 1729 deceduto)
- Giovanni Battista Angelini † (19 dicembre 1825 - giugno 1828 deceduto)
- Ignacy Ludwik Pawłowski † (23 giugno 1828 - 1º marzo 1841 nominato arcivescovo di Mahilëŭ)
- Beato Jacinto Vera y Durán † (22 settembre 1864 - 15 luglio 1878 nominato vescovo di Montevideo)
- Marie-Joseph Verdier, SS.CC. † (22 dicembre 1882 - 17 gennaio 1922 deceduto)
- Charles Alphonse Armand Vanuytven, O.Praem. † (25 aprile 1924 - 18 marzo 1969 deceduto)